# Królestwo (ustrój)

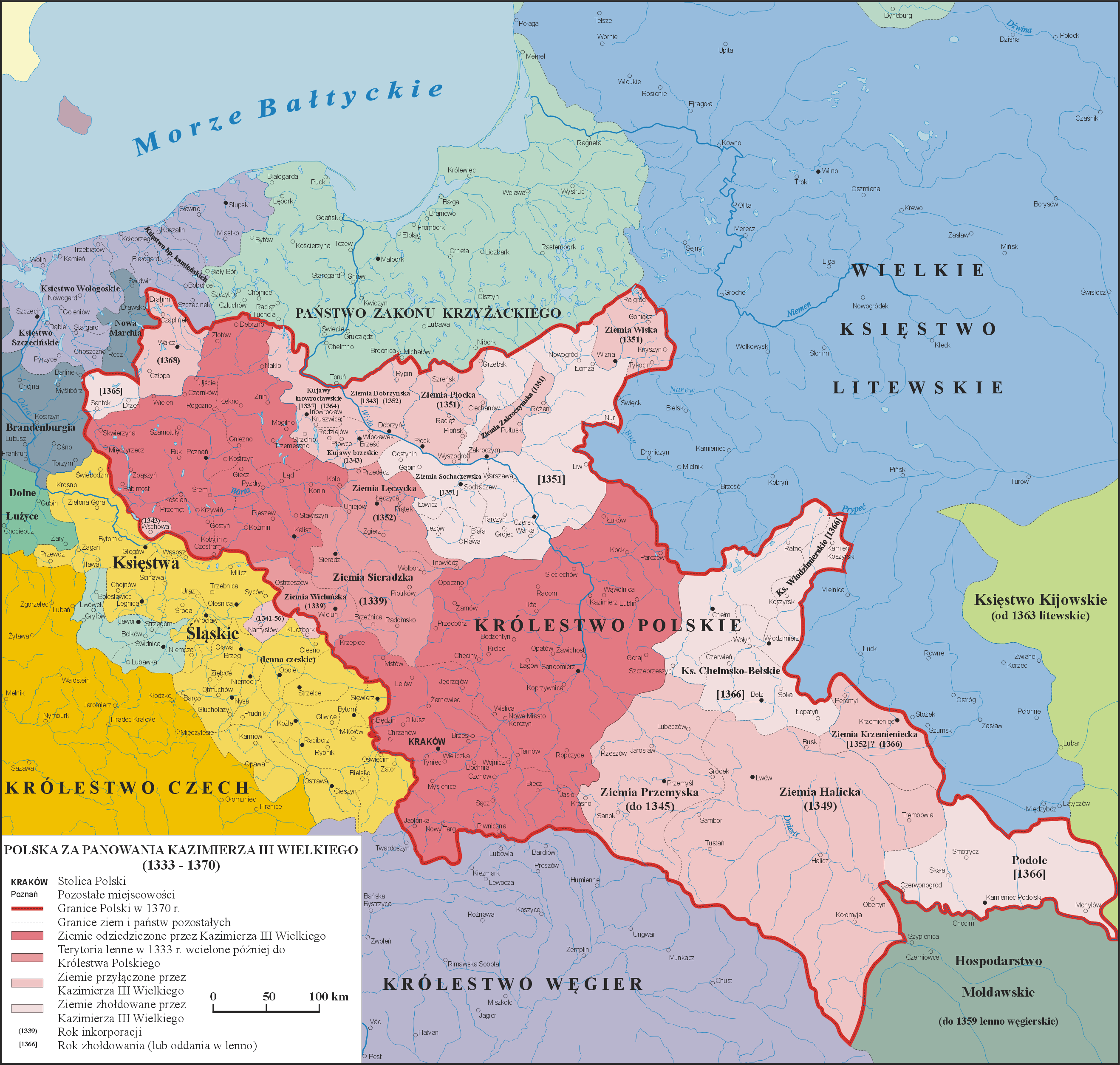
Królestwo Polskie

Królestwo – państwo, którego dożywotnio panujący monarcha nosi tytuł króla lub królowej.
Określenie pojawiło się w starożytności. Królestwo nie mogło być podporządkowane innym królestwom (królestwo nie mogło być lennem), ale mogło być częścią cesarstwa. Ta forma monarchii była szeroko rozwinięta w średniowieczu na łacińskim Zachodzie. Jako forma władzy ukształtowało się w państwach na obszarze byłego cesarstwa zachodniego.
Królestwo jest najbardziej rozpowszechnionym rodzajem monarchii, określenie to stosuje się najczęściej w odniesieniu do władców chrześcijaństwa zachodniego. Jego odpowiednikiem w krajach prawosławnych jest carstwo, natomiast w islamie sułtanat.